# Судимир (сільське поселення присілок Младенськ)
Судимир (рос. Судимир) — присілок в Жиздринському районі Калузької області Російської Федерації.
Населення становить 91 особу. Входить до складу муніципального утворення Село Овсорок.

## Історія
Від 2004 року входить до складу муніципального утворення Село Овсорок

## Населення
| 2002 | 2010 |
| ---- | ---- |
| 361  | ↘330 |